# Communauté de communes du Val de Bienne
La Communauté de communes du Val de Bienne est une ancienne intercommunalité du département du Jura qui regroupait 13 communes de l’arrondissement de Saint-Claude.

## Historique
Elle a été dissoute par fusion avec la Communauté de communes du plateau du Lizon et la Communauté de communes des Hautes Combes le 31 décembre 2010 pour former la Communauté de communes Haut-Jura Saint-Claude.

## Composition
Elle regroupait les 13 communes suivantes :
1. Avignon-les-Saint-Claude
2. Chassal
3. Choux
4. Coiserette
5. Coyrière
6. La Rixouse
7. Larrivoire
8. Molinges
9. Rogna
10. Saint-Claude
11. Villard-Saint-Sauveur
12. Viry
13. Vulvoz